# 刈和野の戦い
刈和野の戦い（かりわののたたかい）は、戊辰戦争のひとつ秋田戦争で、庄内藩を中心とする奥羽越列藩同盟軍が、久保田藩領の仙北郡刈和野（現在の秋田県大仙市）付近で、久保田藩を中心とする新政府軍と戦った戦闘である。

## 経緯
明治元年9月10日（9月8日に慶応から改元。1868年10月25日）、酒井了恒（吉之丞）率いる庄内軍二番大隊は刈和野を目指して進撃した。羽州街道の宿場である上淀川で250名の久保田藩兵と遭遇したが、久保田藩兵は遁走した。ここで二番大隊は、本道を南下して刈和野へ向かう隊と、北上して船岡へ向かう隊に分かれた。
南下した隊は、午後2時頃峰吉川に達して休憩した。そこで斥候が、新政府軍が迫っていることを報告した。やって来た新政府軍の島原藩兵が銃撃を開始したのに対し、庄内軍は水野郷右衛門率いる七番小隊が反撃して一斉に撃ちかけた。すると新政府軍は潰走しはじめ、刈和野を目指して退却した。庄内軍は、新政府軍を前沢（峰吉川と刈和野の中間）まで追いかけた後、引き返した。
9月11日に二番大隊は、本道左右の胸壁陣地より新政府軍に激しい銃撃を受けた。それに対して郷右衛門は、数名により接近射撃を試みた。そして陣地を奪取しながら進撃した。
刈和野は、澤為量副総督が本営を置いている神宮寺まで6キロメートルに接近した地であるため、新政府軍は必死で防衛した。庄内軍が迫っていることを聞いた澤副総督は、振遠隊の護衛で角館に退去した。
前線は膠着したが、山手にいた隊が山を下って新政府軍の背後をついた。新政府軍が動揺したのを見た庄内軍は、鬨の声を上げて進撃した。新政府軍は街に火をつけて潰走した。庄内軍は刈和野攻略に成功した。